# Bootjack
Bootjack – jednostka osadnicza w Stanach Zjednoczonych, w stanie Kalifornia, w hrabstwie Mariposa.